# Bader Al Homoud
Bader Al Homoud (arabe : بدر الحمود), né le 13 septembre 1985 à Ach-Charqiya, en Arabie saoudite, est un réalisateur et scénariste saoudien. Il est l’auteur de films connus pour soulever la controverse et influer sur l’opinion publique, comme l’a notamment fait son film Monopoly au sujet du logement dans le pays.
Bader a réalisé le film Bliss of Being No One en 2017, remportant de nombreux prix, dont le Prix spécial du jury au festival international du film de Beyrouth,. Le film a été projeté dans de nombreux festivals tels que le Festival du film du Golfe de Dubaï, le Festival international du film de Dubaï et le Festival du film d'Abou Dabi et a remporté d'autres prix,,. Bader est directeur exécutif chez Bfilms depuis 2009.

## Filmographie
- 2008 : White & White
- 2009 : Shorood
- 2010 : Daken
- 2011 : Monopoly
- 2012 : Karwah
- 2013 : Book of Sand
- 2014 : Pen of Mirrors
- 2015 : Scrap
- 2017 : The Bliss of Being No One (Best Muhr Gulf Short award at DIFF[6])